# 東韋爾湖 (佛羅里達州)
東韋爾湖（英語：East Lake Weir）是位於美國佛羅里達州馬里昂縣的一個非建制地區。該地的面積和人口皆未知。

## 地理
東韋爾湖的座標為29°01′12″N 81°54′30″W / 29.02000°N 81.90833°W，而該地的平均海拔高度為34米（即112英尺）。